# ناحیه چوشین

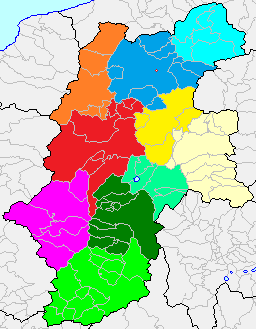
استان ناگانو به چهار منطقه تقسیم می‌شود:■: منطقه هوکوشین (آبی روشن: منطقه هوکوشین، آبی: منطقه ناگانو)
■: منطقه توشین (زرد: منطقه اوئدا، زرد روشن: منطقه ساکو) ■: منطقه چوشین (نارنجی: منطقه آلپ شمالی، قرمز). : منطقه ماتسوموتو، سرخابی: منطقه کیسو) ■: منطقه ناننشین (سبز روشن: منطقه سووا، قهوه ای ماچا: منطقه کامینا، زرد-سبز: منطقه مینامیشیشو)

منطقه چوشین (به ژاپنی: 中信地方 ちゅうしんちほう)، به منطقه‌ای از مرکز تا قسمت غربی استان ناگانو اشاره دارد. شهر ماتسوموتو در این منطقه قرار دارد.